# 'Tis Time for "Torture," Princess
'Tis Time for "Torture," Princess (姫様“拷問”の時間です?, Hime-sama "gōmon" no jikan desu, lett. "Principessa, è il momento della "tortura"") è un manga scritto da Robinson Haruhara e disegnato da Hirakei. Ha iniziato la serializzazione sul sito web di manga Shōnen Jump+ il 2 aprile 2019. Un adattamento anime prodotto da Pine Jam è stato trasmesso dal 9 gennaio al 26 marzo 2024. Una seconda stagione è prevista per gennaio 2026.

## Trama
In seguito a una gigantesca battaglia, la Principessa Imperiale viene catturata da un'armata demoniaca e Torture Tortura, giovane ragazza che – come dice il suo nome – si occupa di estrapolare informazioni dalle persone imprigionate, dà vita ogni giorno a una vera e propria "ora della tortura". In realtà quelle che sono concepite per essere punizioni finiscono per avere risvolti comici, e Torture diventa rapidamente amica della Principessa.

## Media

### Manga
La serie è scritta da Robinson Haruhara e disegnata da Hirakei e ha iniziato a essere pubblicata sulla rivista on-line Shōnen Jump+ a partire dal 4 aprile 2019. Il primo volume tankōbon è invece stato pubblicato il 4 settembre 2019.
A ottobre 2019 Shūeisha ha annunciato di aver reso disponibile la serie sulla piattaforma online Manga Plus.
| Nº | Data di prima pubblicazione | Data di prima pubblicazione | Data di prima pubblicazione |
| Nº | Giapponese                  | Giapponese                  |                             |
| -- | --------------------------- | --------------------------- | --------------------------- |
| 1  | 4 settembre 2019            | ISBN 978-4-08-882045-3      |                             |
| 2  | 4 febbraio 2020             | ISBN 978-4-08-882221-1      |                             |
| 3  | 4 agosto 2020               | ISBN 978-4-08-882398-0      |                             |
| 4  | 4 novembre 2020             | ISBN 978-4-08-882524-3      |                             |
| 5  | 4 gennaio 2021              | ISBN 978-4-08-882535-9      |                             |
| 6  | 2 luglio 2021               | ISBN 978-4-08-882719-3      |                             |
| 7  | 3 settembre 2021            | ISBN 978-4-08-882765-0      |                             |
| 8  | 4 gennaio 2022              | ISBN 978-4-08-882886-2      |                             |
| 9  | 2 maggio 2022               | ISBN 978-4-08-883122-0      |                             |
| 10 | 4 ottobre 2022              | ISBN 978-4-08-883277-7      |                             |
| 11 | 3 marzo 2023                | ISBN 978-4-08-883444-3      |                             |
| 12 | 4 luglio 2023               | ISBN 978-4-08-883622-5      |                             |
| 13 | 4 gennaio 2023              | ISBN 978-4-08-883843-4      |                             |
| 14 | 4 marzo 2024                | ISBN 978-4-08-883869-4      |                             |
| 15 | 2 maggio 2024               | ISBN 978-4-08-884067-3      |                             |
| 16 | 4 ottobre 2024              | ISBN 978-4-08-884283-7      |                             |
| 17 | 2 maggio 2025               | ISBN 978-4-08-884550-0      |                             |

### Anime

Logo della serie semplificato

Il 27 giugno 2023 è stato annunciato che la serie avrebbe ricevuto un adattamento come serie televisiva anime. Quest'ultima è stata prodotta da Pine Jam, diretta da Yōko Kanemori e sceneggiata da Kazuyuki Fudeyasu, mentre il character design è stato curato da Toshiya Kōno e Satoshi Furuhashi e la colonna sonora è stata composta da Masaru Yokoyama. È stata trasmessa dal 9 gennaio al 26 marzo 2024 su Tokyo MX, BS11, Kansai TV, AT-X, NBC e TVh. La sigla di apertura è Massakasa Magic! (まっさかさマジック！?) di Shallm, mentre la sigla di chiusura è Ashita wa ashita no kaze ga fuku (明日は明日の風が吹く? lett. "Domani è un altro giorno") dei Leevelles. I diritti per lo streaming della serie sono stati acquistati da Medialink, che la trasmette sul suo canale YouTube Ani-One Asia, per quanto riguarda l'Asia meridionale e il sud-est asiatico, mentre nel resto del mondo i diritti sono stati acquistati da Crunchyroll.
Dopo la messa in onda del dodicesimo episodio, è stata annunciata una seconda stagione. La trasmissione è prevista per gennaio 2026.

#### Episodi
| Nº | Titolo italiano Giapponese 「Kanji」 - Rōmaji | In onda          | In onda |
| Nº | Titolo italiano Giapponese 「Kanji」 - Rōmaji | Giapponese       |         |
| 1  | Episodio 1 「第1話」 - Dai 1-wa               | 9 gennaio 2024   |         |
| 2  | Episodio 2 「第2話」 - Dai 2-wa               | 16 gennaio 2024  |         |
| 3  | Episodio 3 「第3話」 - Dai 3-wa               | 23 gennaio 2024  |         |
| 4  | Episodio 4 「第4話」 - Dai 4-wa               | 30 gennaio 2024  |         |
| 5  | Episodio 5 「第5話」 - Dai 5-wa               | 6 febbraio 2024  |         |
| 6  | Episodio 6 「第6話」 - Dai 6-wa               | 13 febbraio 2024 |         |
| 7  | Episodio 7 「第7話」 - Dai 7-wa               | 20 febbraio 2024 |         |
| 8  | Episodio 8 「第8話」 - Dai 8-wa               | 27 febbraio 2024 |         |
| 9  | Episodio 9 「第9話」 - Dai 9-wa               | 5 marzo 2024     |         |
| 10 | Episodio 10 「第10話」 - Dai 10-wa            | 12 marzo 2024    |         |
| 11 | Episodio 11 「第11話」 - Dai 11-wa            | 19 marzo 2024    |         |
| 12 | Episodio 12 「第12話」 - Dai 12-wa            | 26 marzo 2024    |         |